# Tring

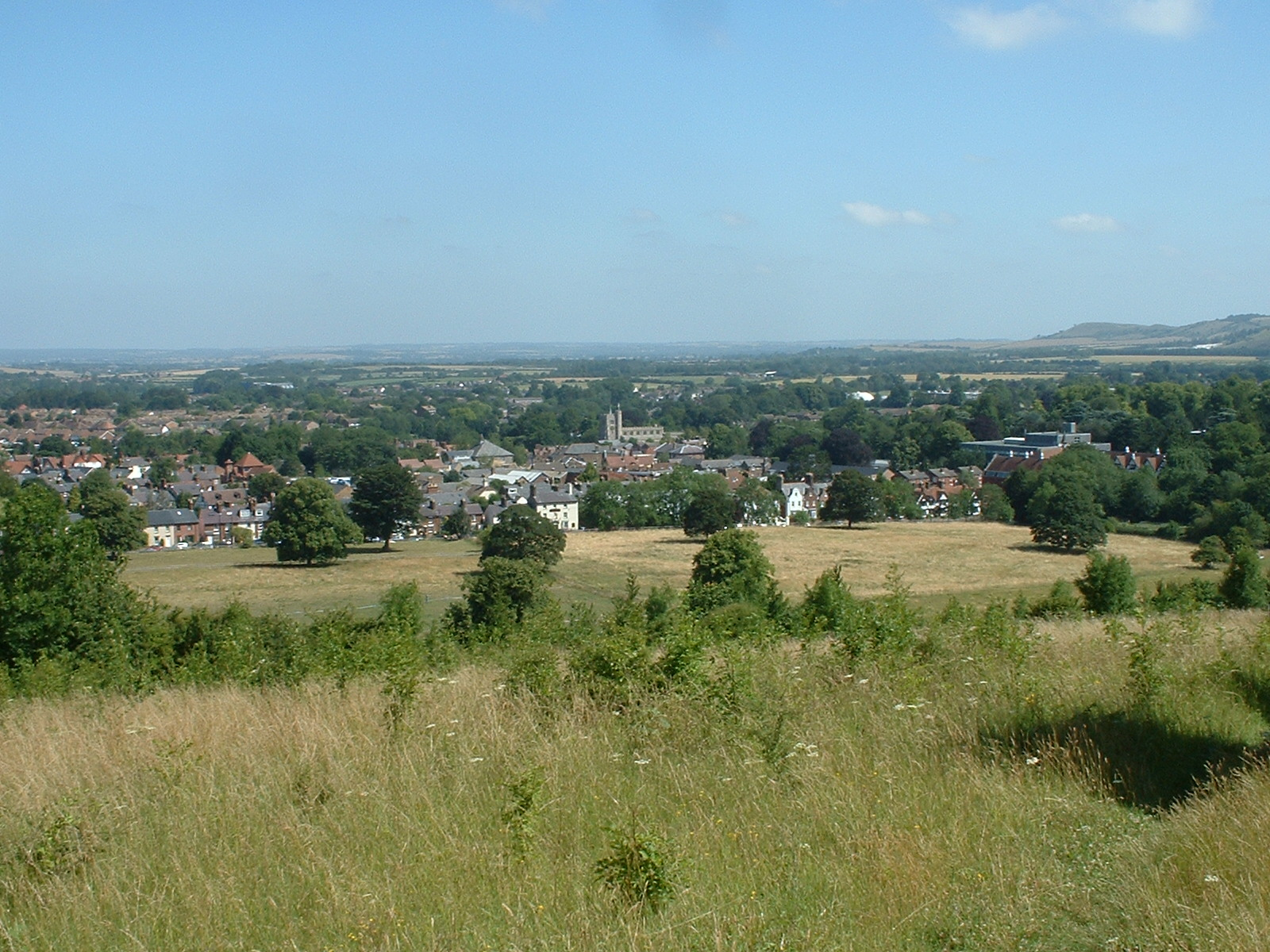
Gezicht over Tring naar het noorden

Tring is een civil parish in het bestuurlijke gebied Dacorum, in het Engelse graafschap Hertfordshire, 48 km ten noordwesten van Londen in een lage doorgang in de Chiltern Hills. De plaats telt 12.099 inwoners en is vooral een slaapstad van Londen.

## Geschiedenis
Tring ligt aan een Romeinse weg, de Akeman Street, die binnen Tring High Street heet.
De Manor of Treunga wordt beschreven in het Domesday Book van 1086. In 1682 werd het landhuis van Tring Park ontworpen en gebouwd door Christopher Wren voor de eigenaar Colonel Guy, kamerheer van koning Charles II. Later woonde Lawrence Washington er, de overgrootvader van George Washington, de eerste President van de VS.
Aan het eind van de 19e eeuw werd het landgoed de thuisbasis van de familie Rothschild, die een grote invloed op het stadje had. Lionel Walter Rothschild (2nd Lord Rothschild, 1868-1937) zoon van Nathan Mayer Rothschild, bouwde een zoölogisch privémuseum in Tring met mogelijk de grootste verzameling van opgezette dieren ter wereld. Onder de naam Walter Rothschild Zoological Museum maakt het sinds 1937 deel uit van het Britse Natural History Museum. In april 2007 werd de naam gewijzigd in Natural History Museum at Tring om het verband met de Londense vestiging te benadrukken.
De dichter, literaire criticus, egyptoloog en spiritist Gerald Massey (1828-1907) werd in de buurt geboren te Gamnel Wharf, New Mill, op het traject van het Grand Union Canal naar Wendover. Goldfield Mill is een verbouwde windmolen te Tring.
De tweede Lord Rothschild zette de relmuis uit in Tring Park. Hij placht door het dorp te rijden in een koets die door zebra's werd getrokken en sindsdien is de zebra het logo van de stad.
Stanley Lief (1890-1962) verbouwde het statige huis Champneys tot een herstellingsoord waar natuurgeneeswijze beoefend werd, dat hij in de jaren 30 leidde.
De voormalige veemarkt in Tring, die nieuw leven werd ingeblazen in 2005, werd beschouwd als de laatste markt in zijn soort in het Verenigd Koninkrijk. Nu is er de wekelijkse Friday Market en eens in de veertien dagen de Saturday farmers Market. Enkele van de veehokken zijn bewaard gebleven. In het oude marktkantoor is nu het Tring Local History Museum gevestigd, dat in september 2010 geopend werd.

## Geboren
- Graham Barber (1958), Engels voetbalscheidsrechter